# Holden EJ
Holden EJ — среднеразмерный автомобиль, выпускавшийся с 1962 по 1963 год австралийской компанией Holden. 

## Описание
Впервые Holden EJ был представлен в июле 1962 года в роли преемника Holden EK. В отличие от предшественника, линия крыши занижена, а багажник стал более плоским. Также отсутствуют плавники. Улучшения коснулись тормозов, передней подвески и АКПП Hydra-Matic.
Модель Holden EJ Premier отличалась кожаным салоном, ковшеобразными сиденьями, металлической краской, обогревателем/запотевателем с центральной консолью и подлокотниками на всех четырёх дверях. Автомобиль был оснащён трёхступенчатой автоматической трансмиссией Hydra-Matic.

## Модельный ряд

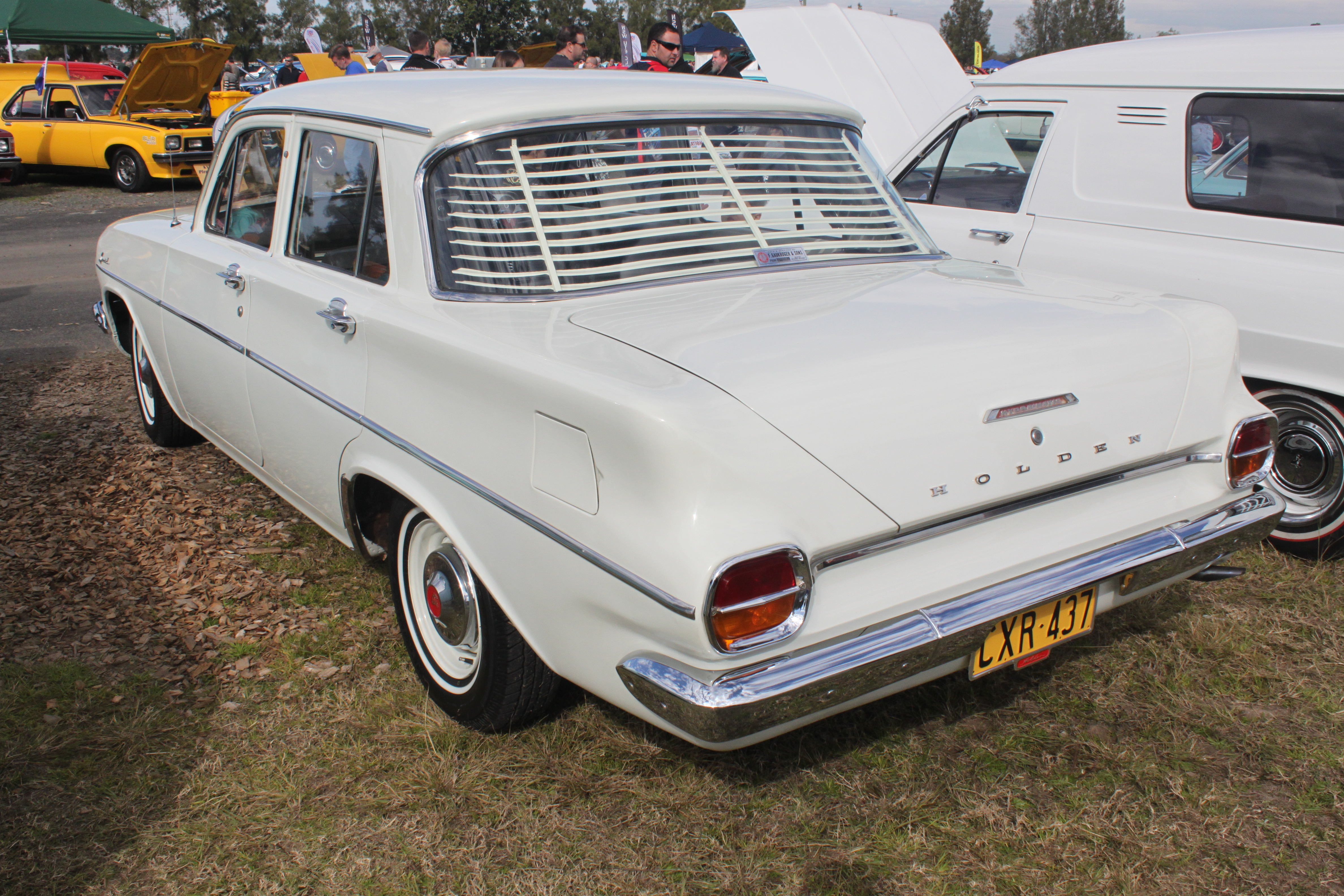
Holden Standard Sedan
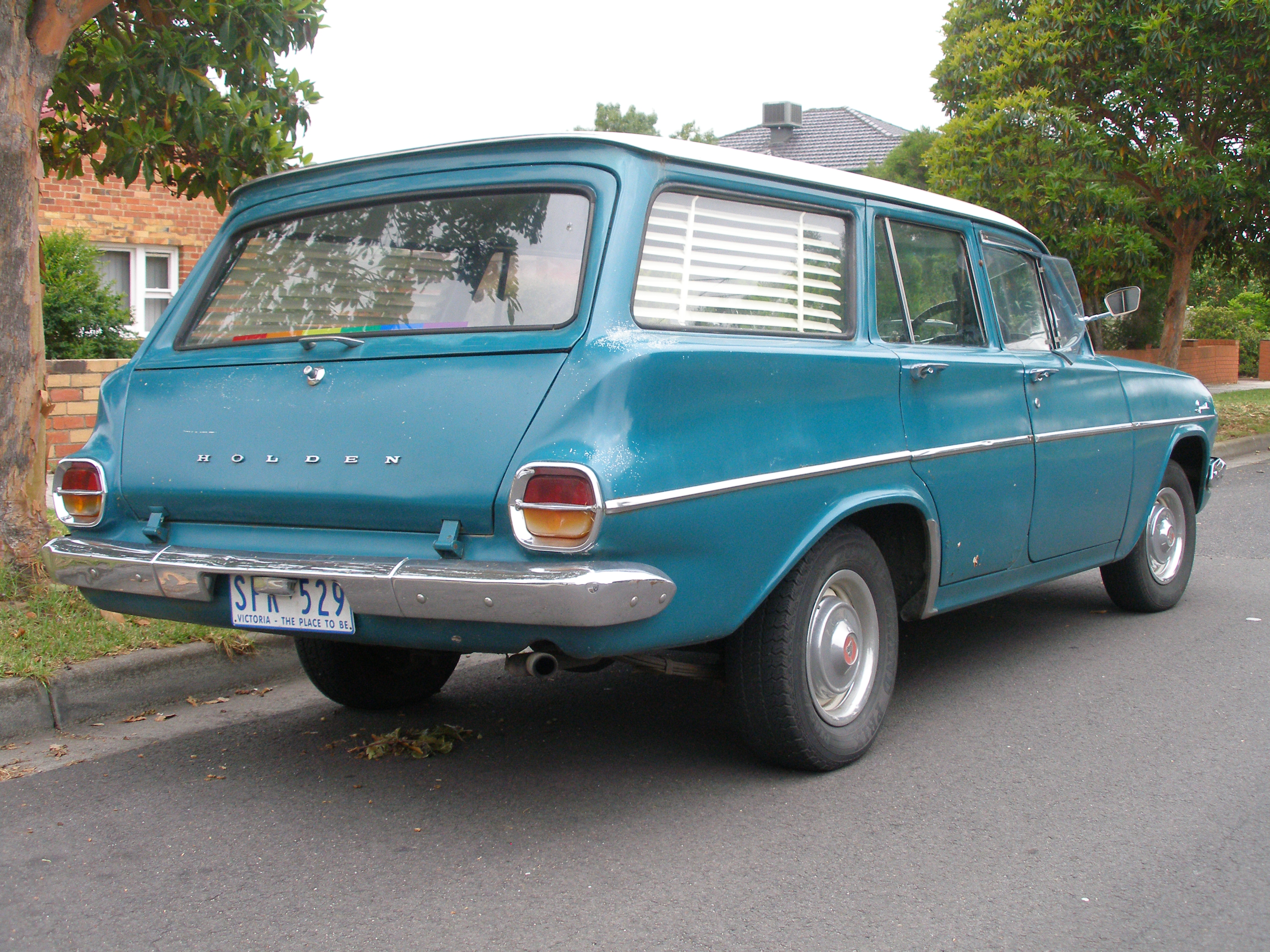
Holden Special Sedan
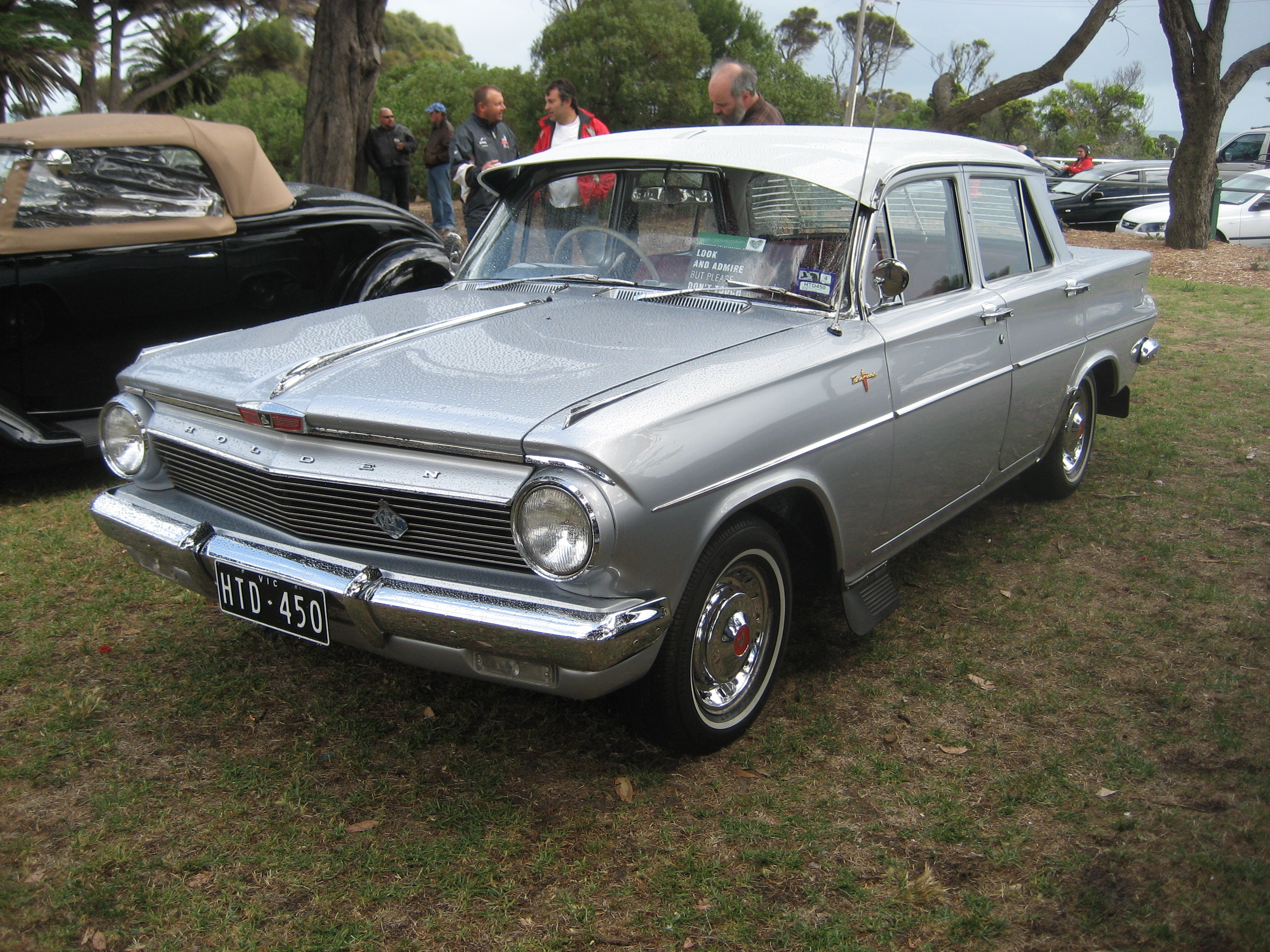
Holden Premier Sedan
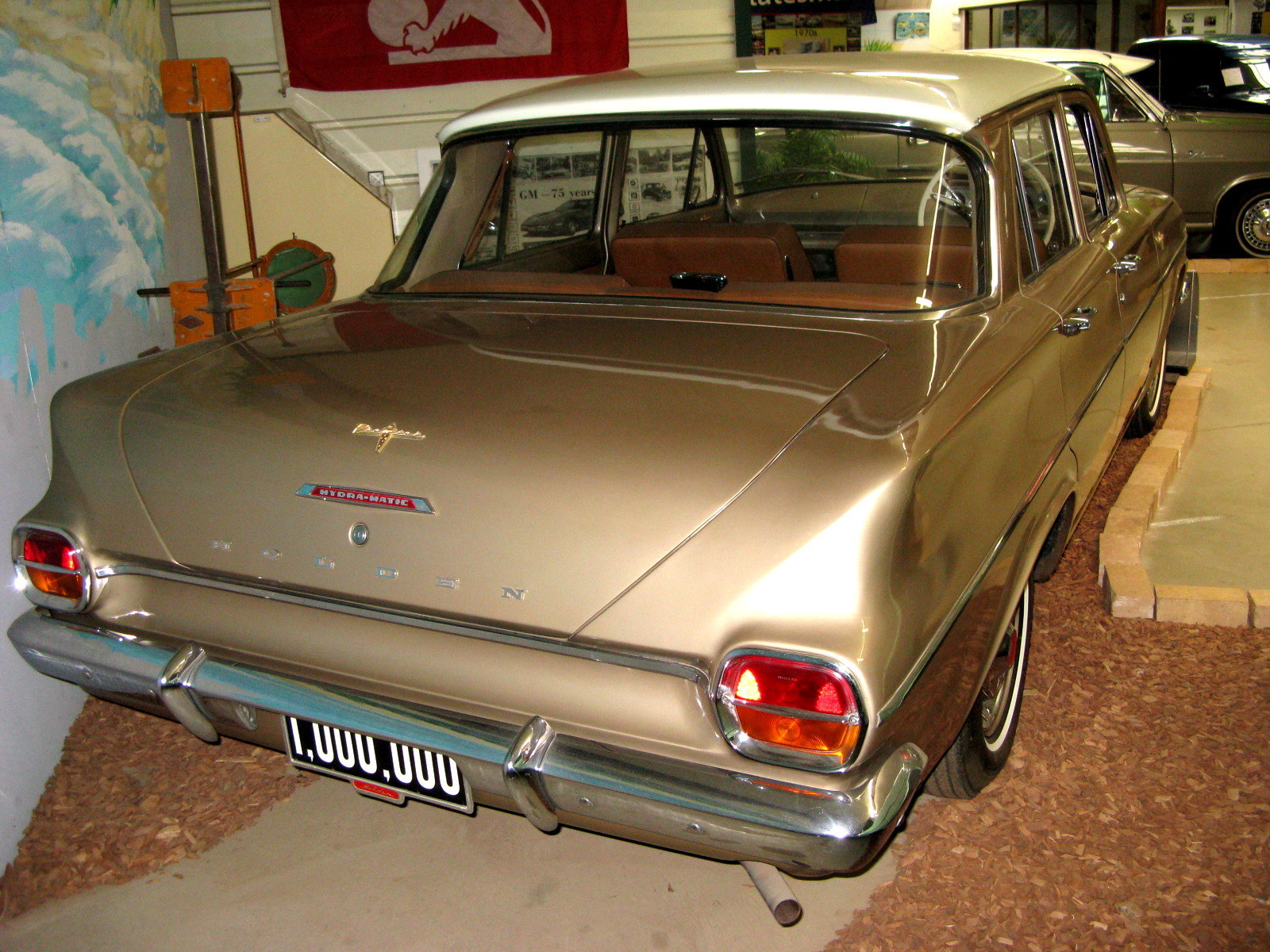
Holden Standard Station Sedan
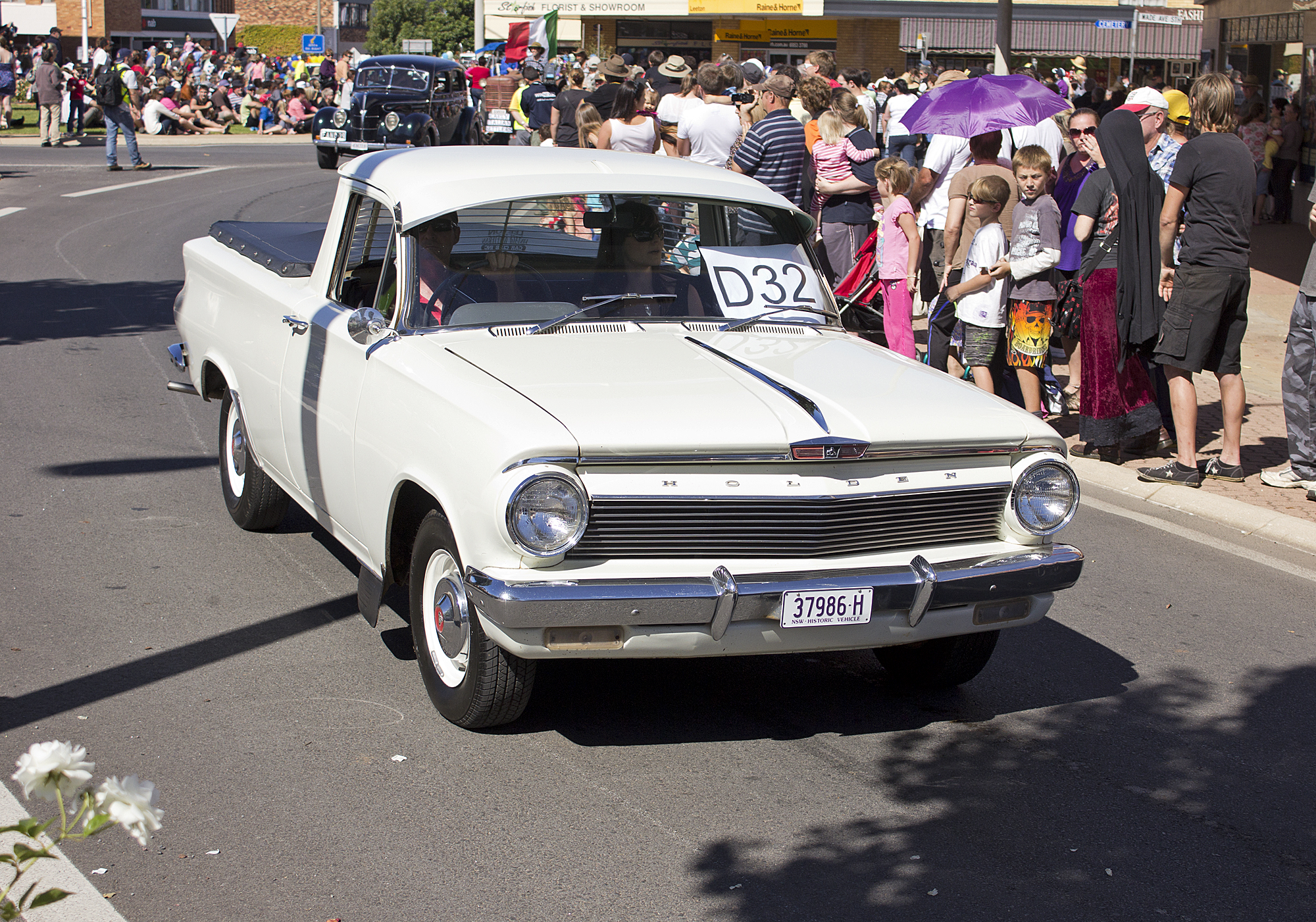
Holden Special Station Sedan
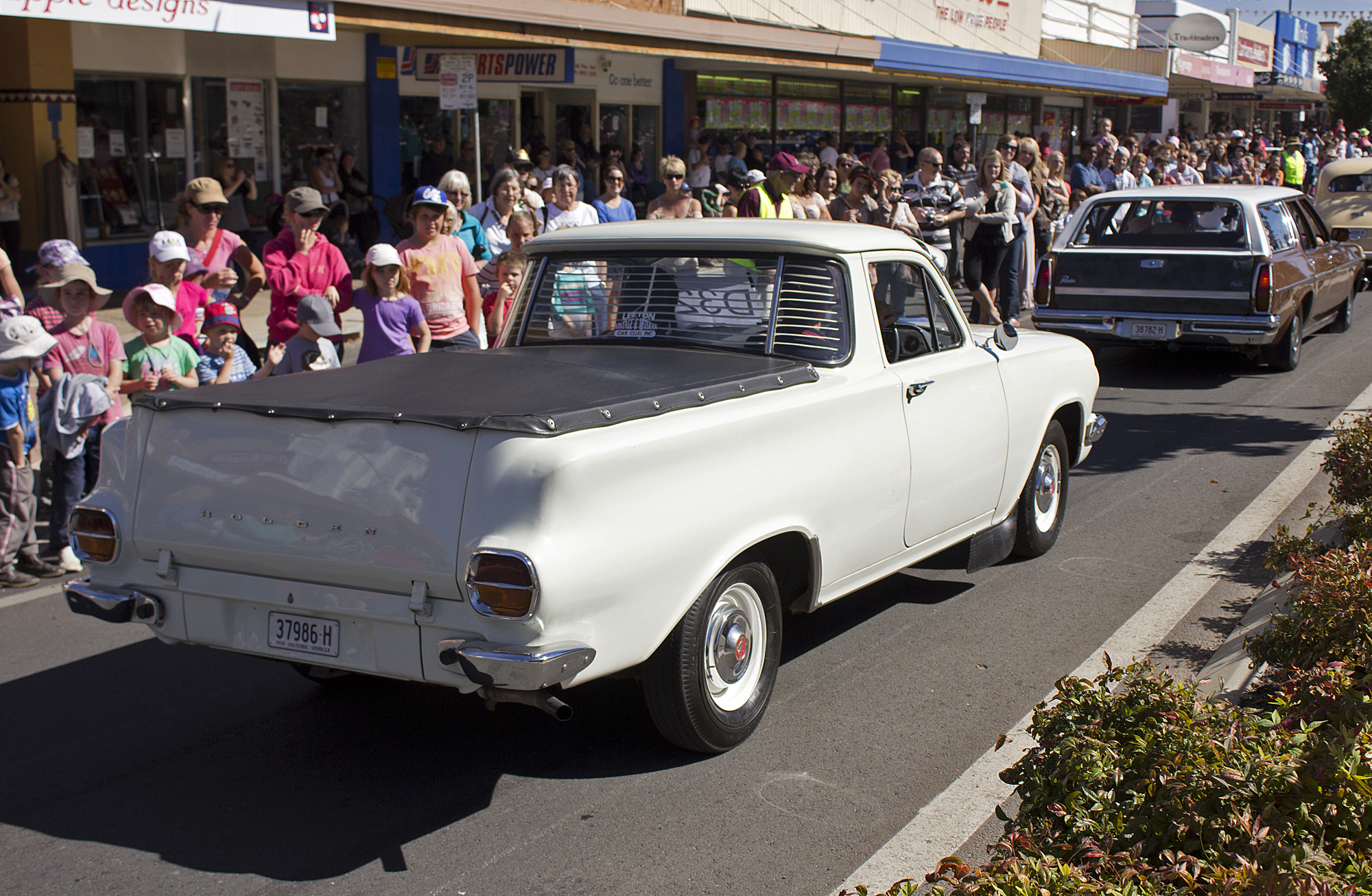
Holden Utility
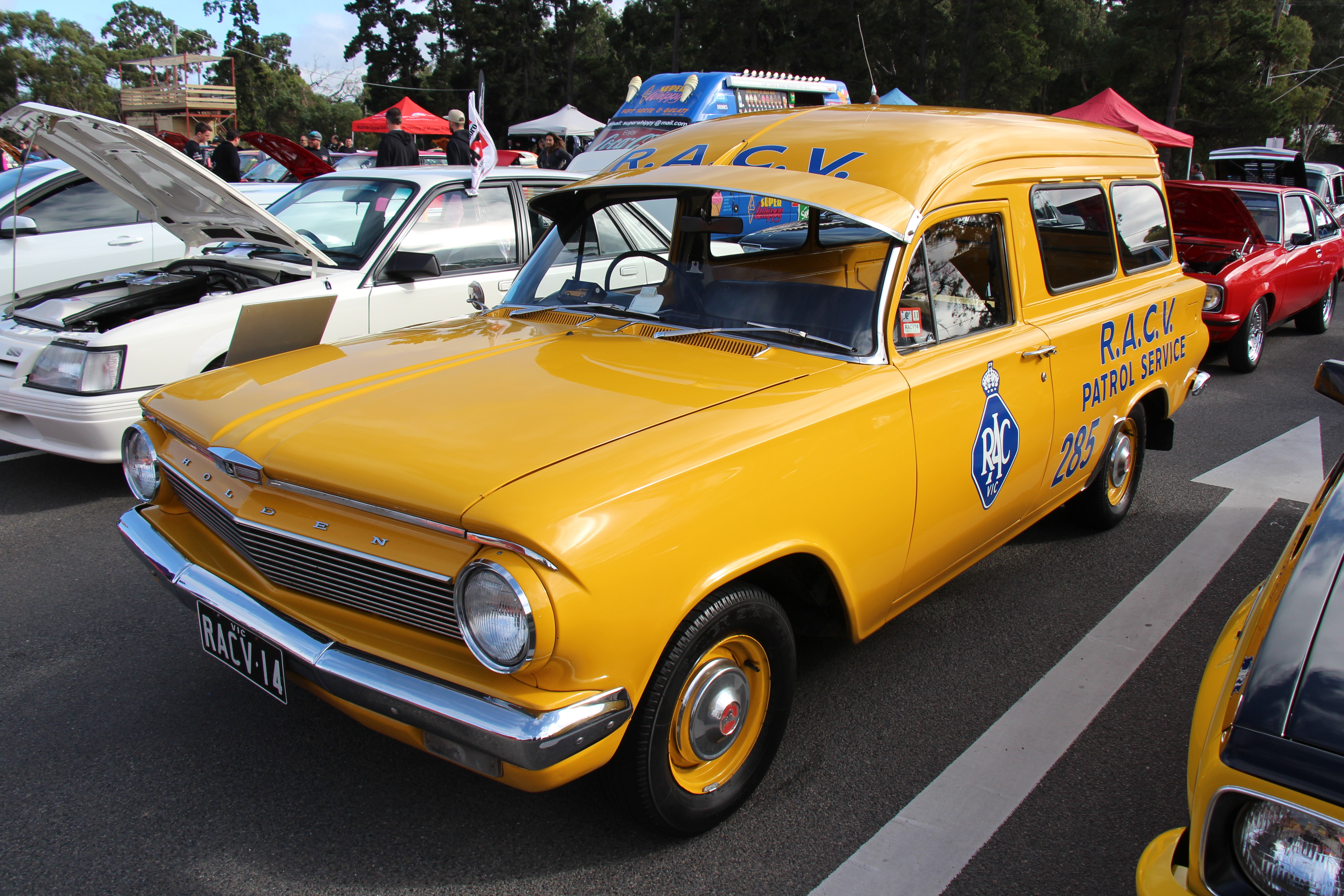
Holden Panel Van

- Holden Special Sedan
- Holden Special Station Sedan
- Holden Premier Sedan
- Holden Premier Sedan
- Holden Utility
- Holden Utility
- Holden Panel Van

## Двигатели
Все модели EJ оснащались рядными шестицилиндровыми двигателями объёмом 2262 см3, мощностью 56 кВт (75 л. с.).

## Производство
26 октября 1962 года был выпущен миллионный EJ Premier. EJ также выпускался в Новой Зеландии компанией GMNZ и продавался в Южной Африке.
В августе 1963 года преемником Holden EJ стал Holden EH. Всего было выпущено 154811 автомобилей.